# 1687 Glarona
1687 Glarona eller 1965 SC är en asteroid i huvudbältet som upptäcktes den 19 september 1965 av den Schweiziska astronomen Paul Wild vid Observatorium Zimmerwald. Den har fått sitt namn efter Glarus i Schweiz.
Asteroiden har en diameter på ungefär 37 kilometer och den tillhör asteroidgruppen Themis.